# هاينرش هاينه
هاينرش هاينه  (بالألمانية: Heinrich Heine)Heinrich Heine (1856 – 1797)، شاعر وناقد وصحفي ألماني شهير ويعد من أهم الشعراء الألمان الرومانسيين. وتعود شهرته لتأليفه الكثير من القصائد في صورة أغاني، والتي في وقت لاحق استعملها في موسيقاهم ملحنون عظماء أمثال روبرت شومان.

## حياته
ولد هاينرش هاينه في 13 ديسمبر سنة 1797 في مدينة دوسلدورف في ألمانيا وينحدر من عائلة يهودية كانت تمارس التجارة. بعد تلقيه تدريبآ في مهنة التجارة في مدينة فرانكفورت، درس هاينه القانون في مدينة بون ومدينة غوتينغن وفي مدينة برلين. وفي سنة 1825 نال هاينه درجة الدكتوراه في القانون وكان قبل ذلك قد اعتنق المذهب البروتستاني. وفي عام 1831 غادر الشاعر هاينه ألمانيا بسب الأوضاع السياسية السائدة أنداك. واستقر في باريس حيث ا شتغل كمراسل صحفي لجريدة :Augsburger Allgemeinen Zeitung. خالط هاينه فكتور هوغو وأونوريه دي بلزاك وصادق كارل ماركس. وابتداءآ من سنة 1835 تم منع تداول كتاباته داخل ألمانيا. قام كل فرانز شوبرت وروبرت شومان ويوهانس برامس بتلحين معظم قصائد وأغاني الشاعر هاينه. توفي هاينه في 17 فبراير من سنة 1856 في باريس.

## أعماله الأدبية
- المنصور Almansor
- صور رحلة Reisebilder (1826 – 31

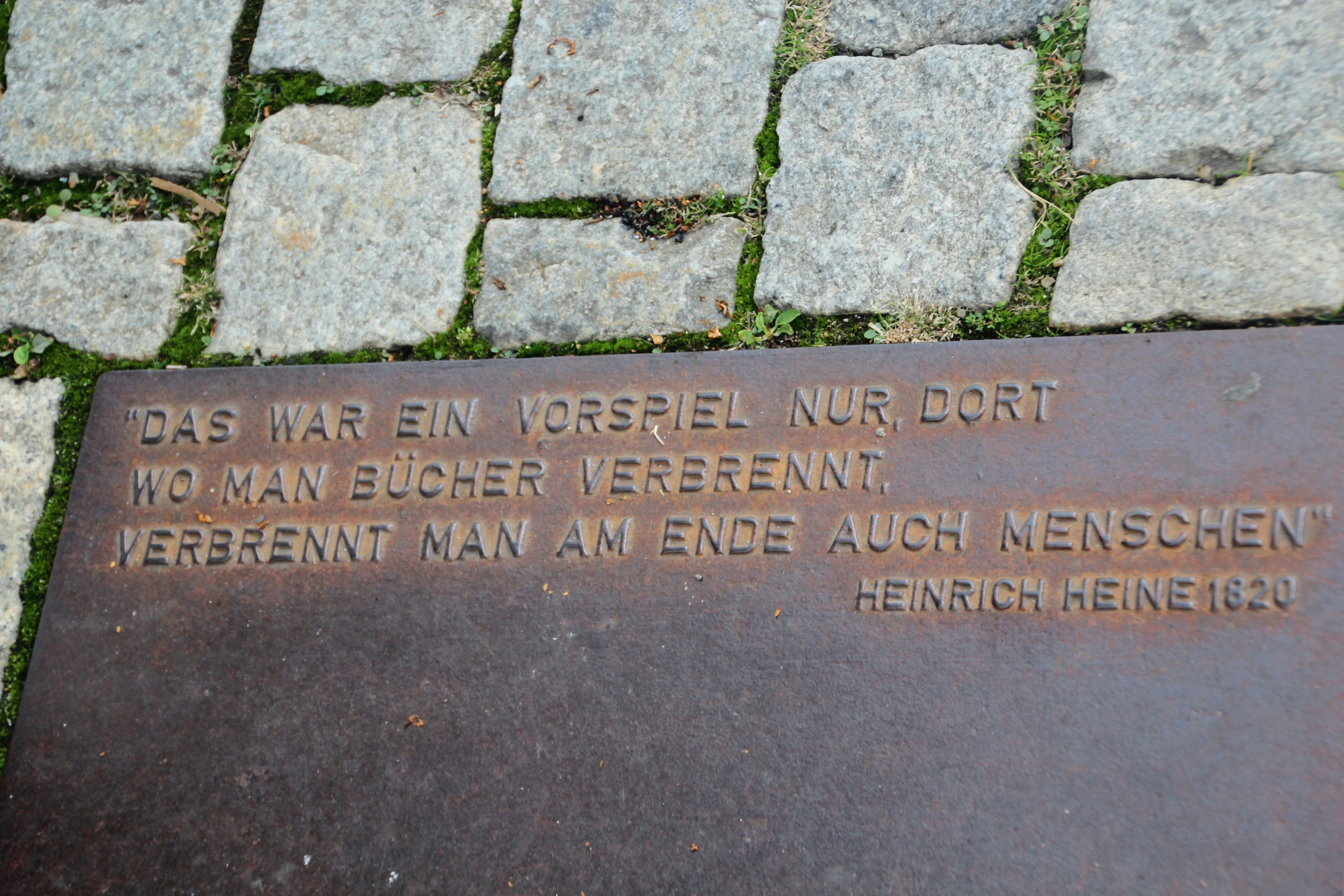
لوحة ذكرى حرق الكتب عام 1933 بواسطة الحزب الإشتراكي القومي النازي في ميدان بيبلبلاتز في وسط برلين. اللوحة تحمل جملة من مسرحية "المنصور" لهاينرش هاينه (كتبها بين 18221-1822) عن وضع المسلمين واليهود في الأندلس في البداية يحرق الأسبان الكتب مثل القرآن ثم يحرقون الناس (المسلمين ثم اليهود) في غرناطة بعد عام 1492) "Where they have burned books, they will end in burning human beings" (Dort, wo man Bücher verbrennt, verbrennt man am Ende auch Menschen).

- كتاب الأغاني -Buch der Lieder (1827
- المدرسة الرومانسية ـ مقالة مطولة ـ -	Die romantische Schule (1836
- حبر بخراخ ـ رواية غير مكتملة -Der Rabbi von Bacharach (1840
- ألمانيا. حكاية شتوية ـ قصائد ـ Deutschland. Ein Wintermärchen (1844